# Ignacio Sánchez Nicolay
Ignacio Sánchez Nicolay (San Sebastián, 9 de agosto de 1927-Pamplona, 3 de marzo de 2005) era médico internista e intensivista, y fue presidente del Colegio Oficial de Médicos de Navarra (1980-1997) y de la Organización Médica Colegial de España (1997-2001). 

## Biografía
Nació en San Sebastián (Guipúzcoa) el 9 de agosto de 1927. Casado con la Dra. Primitiva Antón, con la que tuvo ocho hijos, desarrolló una intensa actividad como médico clínico, profesor universitario, y responsable de organizaciones colegiales. Falleció el 3 de marzo de 2005, en la UCI del Hospital Virgen del Camino de Pamplona (Navarra).

### Profesional
Licenciado en Medicina por la Universidad de Salamanca en 1953, donde también realizó los Cursos de Doctorado en 1954.
Trabajó durante 3 años en el Hospital del Tórax, Hospital Clínico y Hospital de San Pablo de Barcelona, especializándose en enfermedades torácicas. Posteriormente, se trasladó a Navarra y desarrolló su actividad en el ámbito rural como Médico Titular en el Valle de Erro y en Peralta.
En 1968 se incorporó como médico adjunto al Servicio de medicina interna del Hospital Virgen del Camino de Pamplona donde trabajó con el Dr. Rivero Puente, y en 1975 fue designado Jefe del Servicio de Medicina Intensiva, puesto que desempeñó hasta 1998.
Fue profesor asociado en la Cátedra del Dr. Ortiz de Landázuri y profesor asociado de la especialidad de medicina intensiva en la Universidad de Navarra. Igualmente trabajó como vocal de la Comisión Nacional de la especialidad en los Ministerios de Sanidad, y Educación y Cultura, como Vicepresidente y como Presidente de la Sociedad Española de Medicina Intensiva y Unidades Coronarias.
Ha participado como experto, asesor y coordinador en docencia de Urgencias en la Universidad Pública de Navarra, en la realización del Plan de Emergencias del Gobierno de Navarra y en el Servicio Andaluz de Salud.
En 1980 se incorporó a la Presidencia del Colegio Oficial de Médicos de Navarra, cargo que desempeñó hasta 1997. El 12 de julio de 1997 accedió a la Presidencia de la Organización Médica Colegial de España, labor que desempeñó hasta abril de 2001.

### Distinciones
- En 1999 como reconocimiento a su intenso trabajo y dedicación personal y profesional, el ministro de Sanidad Romay Beccaría, le impuso el emblema de Colegiado de Honor (máxima distinción colegial), en un homenaje que le tributó el Colegio de Médicos de Navarra.

- En diciembre de 2001 recibió la Gran Cruz de la Orden Civil de Sanidad, de manos de la entonces Ministra de Sanidad Celia Villalobos, por su aportación a la profesión médica desde las instituciones colegiales que presidió.[9]

- En 2010 el Gobierno de Navarra instaura el Premio Doctor Sánchez Nicolay a las buenas prácticas médicas.[10]